# Сан Лоренцо дела Коста (Ђенова)
Сан Лоренцо дела Коста је насеље у Италији у округу Ђенова, региону Лигурија.
Према процени из 2011. у насељу је живело 477 становника. Насеље се налази на надморској висини од 201 м.